# 35. pehotni polk (Avstro-Ogrska)
Za druge 35. polke glejte 35. polk.
35. pehotni polk (izvirno nemško Infanterie-Regiment Nr. 35; dobesedno slovensko: Pehotni polk št. 35) je bil pehotni polk k.u.k. Heera.

## Poimenovanje
- Böhmisches Infanterie Regiment »von Sterneck« Nr. 35/Bohemijski pehotni polk »von Sterneck« št. 35
- Infanterie Regiment Nr. 35 (1915 - 1918)

## Zgodovina
Polk je bil ustanovljen leta 1683. 

### Prva svetovna vojna
Polkovna narodnostna sestava leta 1914 je bila sledeča: 60% Čehov, 39% Nemcev in 1% drugih. Naborni okraj polka je bil v Pilsnu, pri čemer so bile polkovne enote garnizirane sledeče: Pilsen (štab, I., II., IV. bataljon) in Kalinovik (III. bataljon).
Med prvo svetovno vojno se je polk bojeval tudi na soški fronti.
V sklopu t. i. Conradovih reform leta 1918 (od junija naprej) je bilo znižano število polkovnih bataljonov na 3.

## Organizacija
1918 (po reformi)
- 1. bataljon
- 2. bataljon
- 4. bataljon

## Poveljniki polka
- 1859: Joseph Kemptner[8]
- 1865: Joseph Kemptner[9]
- 1879: Joseph Reicher[10]
- 1908: Wilhelm Hecht[11]
- 1914: Johann von Mossig[1]